# Copa del Atlántico (MLS)
La Copa del Atlántico (en inglés: I-95 Derby), oficialmente por motivos de patrocinio Atlantic Cup es la rivalidad futbolística que juegan los 2 equipos del Atlántico medio, el D.C. United y los New York Red Bulls de la Major League Soccer de los Estados Unidos. 
Además, es considerada como una de las rivalidades más calientes de la MLS y en el fútbol estadounidense, ya que ambos equipos juegan en la Conferencia Este de la Major League Soccer y han jugado en varios torneos con respecto a otras rivalidades. El trofeo de la rivalidad se entrega cada año desde 2002.

## Historia
El primer partido se disputó el 12 de mayo de 1996 por la temporada regular de 1996 de la MLS, el resultado final fue un empate 1-1 y los NY/NJ MetroStars ganaron en la tanda de penales por 2-1. Incluso en ese mismo año, jugaron en las semifinales de conferencia de los playoffs de la MLS y el D.C. United terminó clasificándose a las finales de conferencia tras ganar la serie por 2-1, y posteriormente culminó como campeón de la MLS Cup. 

### Actualidad
Entre 2010 a 2011, la rivalidad fue dominada por los Red Bulls (2-0 en 2010, 4-1 en 2011),
 pero en 2012, D.C. United ganó el derbi con un global de 8-6, además eliminó en semifinales de conferencia en los playoffs tras empatar en el primer juego 1-1 y venciendo en la vuelta en un dramático encuentro por 1-0 con anotación de Nick DeLeon.
En 2013 los Red Bulls ganaron dos de los 3 partidos disputados entre ambas escuadras, 2-0 a domicilio y 2-1 en condición de local, el otro restante fue una igualdad sin goles en marzo, encuentro que se realizó en cancha de los Red Bulls. D.C. United humilló a su rival en el 2014 luego de vencer los primeros dos juegos, ambos ejerciendo de local, un 1-0 con gol tempranero de Davy Arnaud, un 2-0 con anotaciones de Luis Silva y Eddie Johnson en los descuentos. Sin embargo, los Red Bulls vencieron en el tercer encuentro en septiembre por 1-0 con un solitario gol de Lloyd Sam, a pesar de que el D.C. United aguantó todo el partido para poder lograr un punto de oro. De todas maneras, D.C. United se adueñó de la Copa del Atlántico edición 2014. Se volvieron a verse las caras en los playoffs de dicho año, los Red Bulls conquistó una importante victoria en la ida por 2-0, mientras que el juego de vuelta, D.C. United se vio obligado a revertir una complicada serie, pero no fue como se esperaba, ya que pese al triunfo 2-1 no le sirvió de mucho y el equipo de la gran manzana avanzó a las finales de conferencia. 
En la temporada 2015, los Red Bulls dominó la rivalidad sin problemas con 2 victorias a su favor y una igualdad a dos goles. En 2016, el D.C. United venció sin problemas por 2-0, luego los dos siguientes juegos fueron marcador final de 2-2. Cabe destacar que el último enfrentamiento que se desarrolló el 11 de septiembre de aquel año en el Red Bull Arena, los locales ganaban cómodamente 2-0, hasta que el minuto 89 llegó un gol del D.C. a través del central Steve Birnbaum y cuando se expiraba el partido, Lamar Neagle le arrebató el triunfo de los Red Bulls y puso la igualdad definitiva 2-2.

## Estadísticas

### Historial
La rivalidad tiene una amplia ventaja a favor del D.C. United, al igual que en los playoffs y en la Lamar Hunt U.S. Open Cup. Aquí se muestra la estadística general entre ambas escuadras:
| Motivo                   | PJ | GDC | E  | GNY | GolDC | GolNY |
| ------------------------ | -- | --- | -- | --- | ----- | ----- |
| Major League Soccer      | 81 | 35  | 15 | 31  | 130   | 105   |
| MLS Cup Playoffs         | 13 | 7   | 2  | 4   | 15    | 9     |
| Lamar Hunt U.S. Open Cup | 3  | 2   | 0  | 1   | 10    | 7     |
| Total                    | 97 | 44  | 17 | 36  | 154   | 121   |

| PJ: Partidos jugados, GDC: Victorias de D.C. United, GNY: Victorias de New York Red Bulls, E: Empate GolDC: Goles de D.C. United, GolNY: Goles de New York Red Bulls |

### Palmarés
| Torneo                   | Títulos del D.C. United | Títulos del New York Red Bulls |
| ------------------------ | ----------------------- | ------------------------------ |
| MLS Cup                  | 4                       | 0                              |
| MLS Supporters' Shield   | 4                       | 3                              |
| Lamar Hunt U.S. Open Cup | 3                       | 0                              |
| Concacaf Liga Campeones  | 1                       | 0                              |
| Copa Interamericana      | 1                       | 0                              |
| Total                    | 13                      | 3                              |

### Récords
- Mayor goleada del D.C. United: 5 - 0 (16 de septiembre de 1998).
- Mayor goleada de los New York Red Bulls: 4 - 0 (21 de abril de 2011).

## Ganadores por año
| Año  | Ganador          | Resultado +-                |
| ---- | ---------------- | --------------------------- |
| 2020 | NY Red Bulls     | 3:3 (2:1 agregado)          |
| 2019 | NY Red Bulls     | 4:1                         |
| 2018 | NY Red Bulls     | 5:3                         |
| 2017 | NY Red Bulls     | 7:4                         |
| 2016 | D.C. United      | 5:2                         |
| 2015 | NY Red Bulls     | 7:2                         |
| 2014 | D.C. United      | 3:1                         |
| 2013 | NY Red Bulls     | 4:1                         |
| 2012 | D.C. United      | 8:6                         |
| 2011 | NY Red Bulls     | 4:1                         |
| 2010 | NY Red Bulls     | 2:0                         |
| 2009 | D.C. United      | 5:2                         |
| 2008 | D.C. United      | 4:4 (agregado. 5:5) (v 1:1) |
| 2007 | D.C. United      | 6:3                         |
| 2006 | D.C. United      | 8:2                         |
| 2005 | D.C. United      | 7:4                         |
| 2004 | D.C. United      | 9:3                         |
| 2003 | MetroStars       | 7:4                         |
| 2002 | D.C. United      | 9:3                         |
| 2001 | MetroStars       | 6:3 ×                       |
| 2000 | MetroStars       | 7:4 ×                       |
| 1999 | D.C. United      | 10:0 ×+                     |
| 1998 | D.C. United      | 9:3 ×+                      |
| 1997 | NY/NJ MetroStars | 6:6 ×+ (agregado. 7:6)      |
| 1996 | D.C. United      | 6:4 ×+                      |

+ Puntos basados en Ganados (3), Empates (1) y Derrotas (0)

- Criterios de desempate: 1) Diferencia de goles, 2) Goles a favor, 3) Ganadores de Año Anterior.